# Gea transversovittata
Gea transversovittata là một loài nhện trong họ Araneidae.
Loài này thuộc chi Gea. Gea transversovittata được Albert Tullgren miêu tả năm 1910.